# Juncus breviculmis
Juncus breviculmis är en tågväxtart som beskrevs av Henrik Balslev. Juncus breviculmis ingår i släktet tåg, och familjen tågväxter. Inga underarter finns listade i Catalogue of Life.